# Rudolf Georg Fischer
Rudolf Georg Fischer (18. prosince 1910, Kynšperk nad Ohří, Rakousko-Uhersko - 2. srpna 1971, Erfurt, NDR) byl česko-německý slavista a bohemista  a onomastik.

## Život
Rudolf Georg Fischer se narodil jako syn krejčovského mistra. Střední školu navštěvoval v Chebu a po maturitě studoval v letech 1929-1935 slovanskou a německou filologii na Univerzitě Karlově v Praze.
V roce 1936 získal doktorát získal prací o slovanských pomístních jménech Chebska a jejich hodnocení pro fonologii a dějiny osídlení. V letech 1936 až 1945 působil jako učitel na vyšších školách v Českém Krumlově, Liberci, Lovosicích a Litoměřicích. Kniha Namenkunde des Egerlandes (Onomastika Chebska), kterou vydal v roce 1940, byla za německé okupace perzekvována a odstraněna z knihoven.
Po válce v dubnu 1946 se Fischer musel z Československa vystěhovat a odešel do Durynska. Tam žil a pracoval jako učitel v Arnstadtu.
V roce 1950 se habilitoval na Univerzitě Friedricha Schillera v Jeně prací o výzkumu jmen pomíst a toků v západních Čechách a okolí. Současně přednášel slavistiku v Jeně a v letech 1951 až 1953 byl řádným profesorem slavistiky na jenské univerzitě. V roce 1953 byl jmenován profesorem s katedrou slavistiky na Filosofické fakultě Univerzity Karla Marxe v Lipsku.
Byl řádným profesorem bohemistiky na této univerzitě až do roku 1969, kdy byl z této funkce odvolán pro svůj kritický postoj k násilnému potlačení Pražského jara vojsky Varšavské smlouvy v roce 1968 jako politicky neúnosného.

## Vědecká činnost
Jeho vědecká činnost, mj. také jako člen Saské akademie věd, člen „Comité International des Sciences Onomastiques“, se zaměřením na onomastiku a německo-slovanské vztahy. Byl spoluzakladatelem německo-polského společného podniku „Onomastica Slavogermanica“.
Velkým množstvím vlastních publikací o germánsko-slovanském výzkumu místních názvů a rozsáhlou publikační a editorskou prací se stal známým i daleko za hranicemi Německa.

## Spisy
- Die slawischen Ortsnamen des Egerlandes und ihre Auswertungen für die Lautlehre und Siedlungsgeschichte. Prag, 1936 (Dissertation).
- Probleme der Namenforschung an Orts- und Flurnamen im westlichen Böhmen und in seiner Nachbarschaft. Jena, 1950 (Habilitationsschrift).